# Ferrari 288 GTO
Ferrari 288 GTO — среднемоторный суперкар, флагман Ferrari, выпускавшийся с 1984 по 1987 год. Являлся продолжателем линейки GTO (Gran Turismo Omologato), вслед за гоночным 250 GTO.

## История
288 GTO был представлен на автосалоне в Женеве в феврале 1984 года. В его основе лежала младшая модель 308 GTB и многие детали были унифицированы, над дизайном также работала Pininfarina. Модель стала последней, имевшей приставку GTO в названии до появления в 2006 году 599 GTO, получившего своё имя в честь серии GTO и не имевшего никакого отношения к шоссейным гонкам.
Автомобиль был разработан для гонок новой серии «группы B» для участия в котором компания должна была выполнить так называемую омологацию — произвести не менее 200 автомобилей для дорог общего пользования. Однако после аварии и смерти гонщика Хенри Тойвонена и его штурмана Серджио Кресто на Tour de Corse Rally в Lancia Delta S4 FISA (ныне FIA) упразднила группу B, оставив только чемпионат ралли группы A. В результате 288 GTO так и не выступил на гонках.
Производство суперкара завершилось в 1985 году. В 1987 году ему на смену пришёл F40, построенный на базе 288 GTO Evoluzione.

## Характеристики
288-я модель оснащалась 2,9-литровым V8 F114B мощностью 400 л. с. и 496 Нм крутящего момента с двумя турбокомпрессорами IHI, интеркулером Behr и электронным впрыском топлива Weber-Marelli. Коробка передач механическая 5-ступенчатая с главной парой 2.90 и дифференциалом ограниченного проскальзывания. Двигатель располагался продольно, что позволило эффективно установить турбонаддув, интеркулер и КПП, из-за этого изменилась колёсная база, к ней добавилось 11 мм.
Подвеска спереди и сзади выполнена на двойных поперечных рычагах вкупе со стабилизатором поперечной устойчивости. Также увеличены колёсные арки для размещения более широких шин Goodyear NCT 225/50 R16 на дисках Speedline спереди и 255/50 R16 сзади. Шасси изготавливалось из высокопрочной стали, кузовные панели из алюминия и углепластика, также применялся кевлар. В ходовой части и в агрегатах двигателя обширно использовали алюминий.
Салон не претерпел сильных изменений по сравнению с 308 моделью. Основное отличие было в приборной панели, где добавился указатель давления наддува.

## Динамические показатели
- 0–100 км/ч — ~ 4,1 секунды.
- 0–160 км/ч — ~ 10,2 секунды.
- 0–200 км/ч — ~ 15 секунд.

- 400 м — 12,7 секунды.
- 1000 м — 21,8 секунды.

- Максимальная скорость — 305 км/ч.

## 288 GTO Evoluzione
Было построено всего пять экземпляров автомобиля для ралли, которое закрылась до его появления. Мощность Evoluzione выросла до 650 л. с. (позже дефорсировали до 450 л. с.), вес облегчён до 940 кг и улучшена аэродинамика, что позволило поднять максимальную скорость до 362 км/ч. Все экземпляры находятся в экспозиции на фирменном заводе по производству двигателей в Маранелло.

## Факты
- В январе 2015 года на аукционе в Аризоне был выставлен 288 GTO 1984 года с пробегом 11 000 км, продан за 2,75 млн долларов[3]
- Sports Car Internation в 2004 году назвал этот автомобиль вторым лучшим в Top sports cars 1980s, после Porsche 959.
- одним из собственников этой легендарной Ferrari был вице-чемпион «Формулы-1» — Эдди Ирвайн (Eddie Irvine).

## Галерея

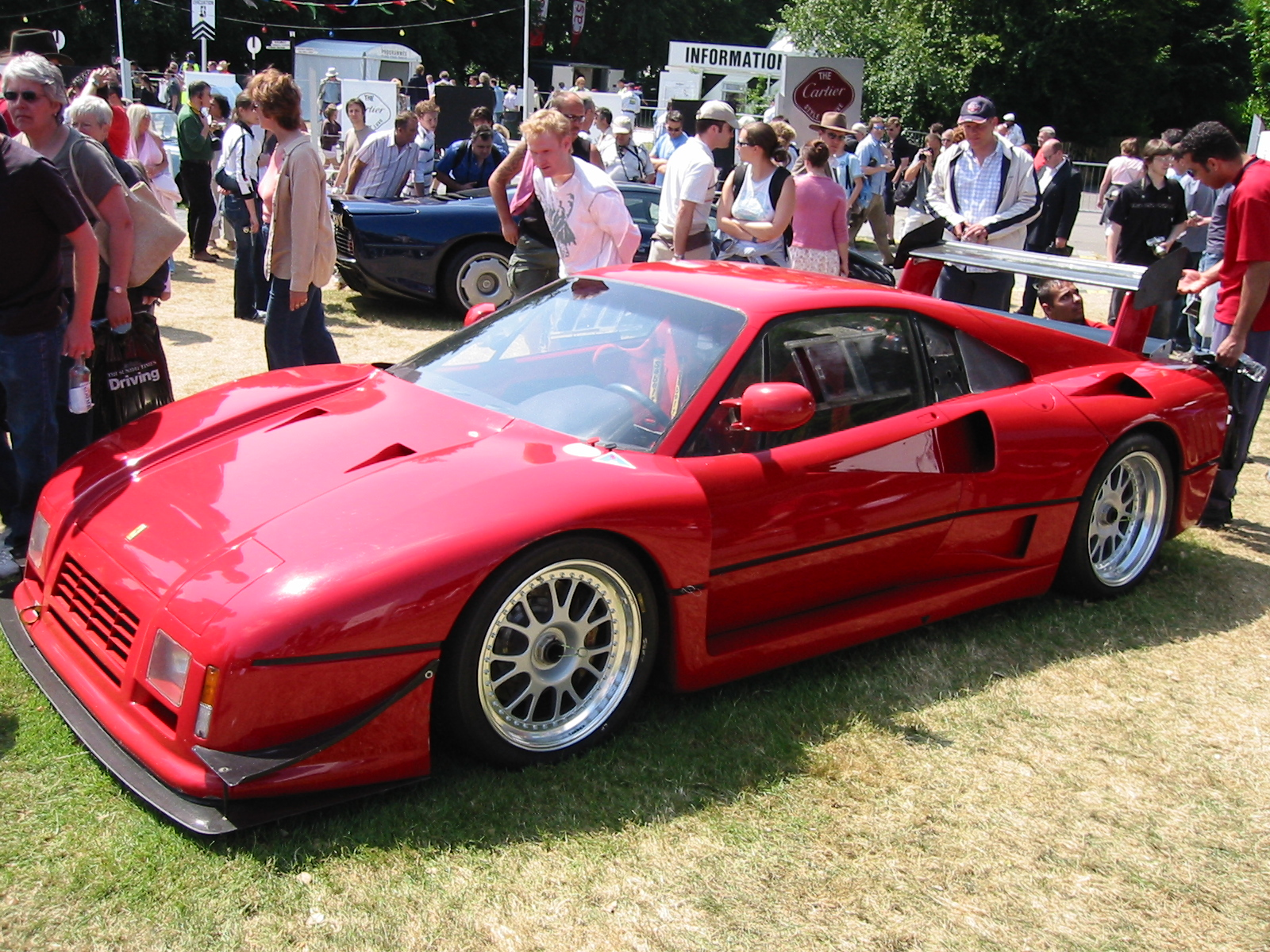
288 GTO Evoluzione
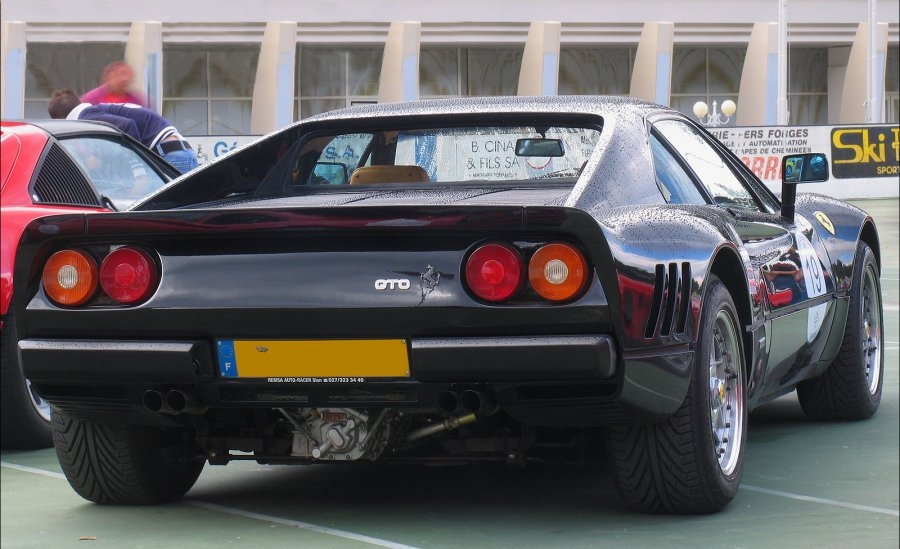
Вид сзади
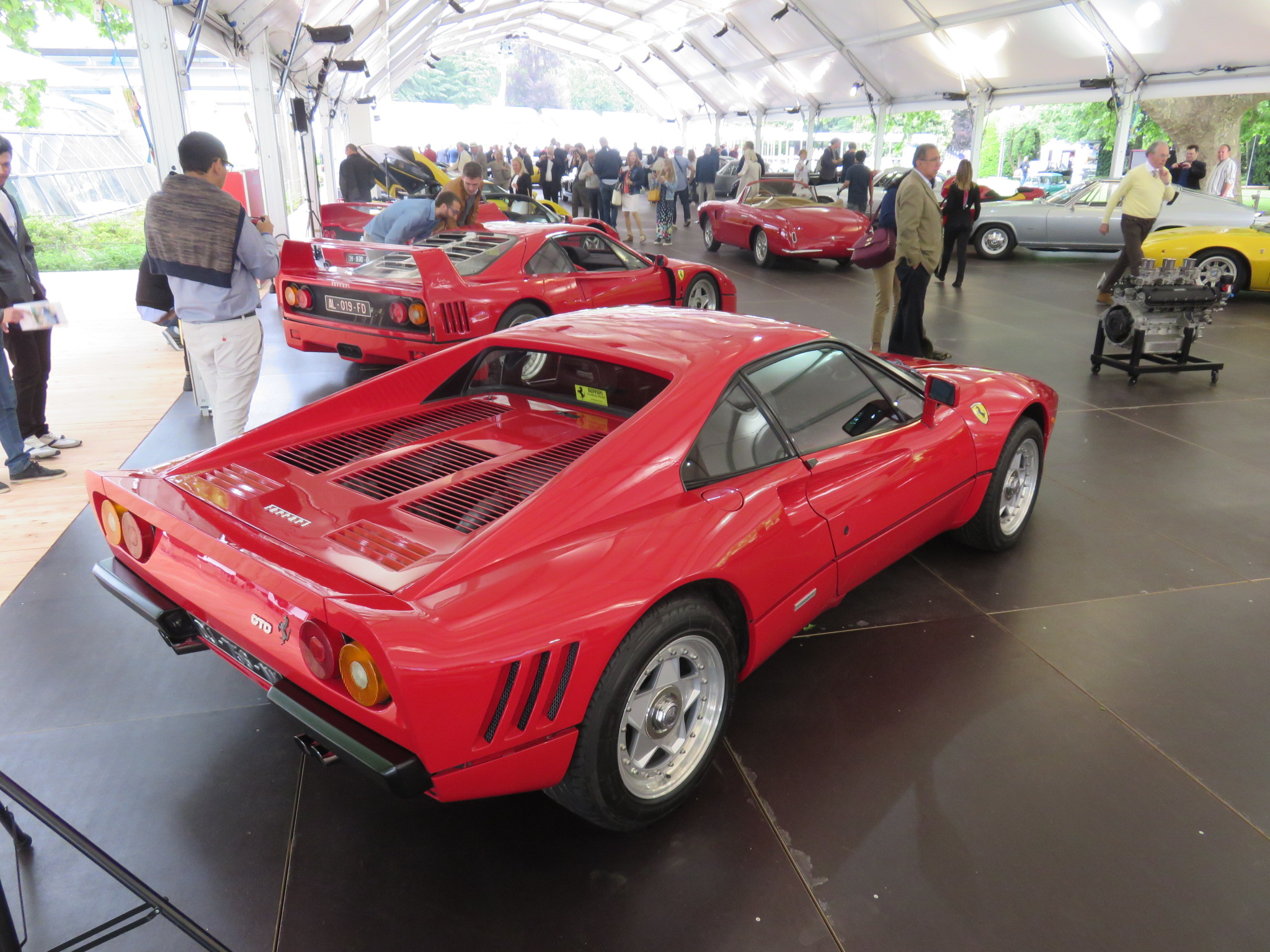
Суперкары Ferrari на Concours élégance Villa Este